# عرقسوس كريه الرائحة
عرقسوس كريه الرائحة (الاسم العلمي:Glycyrrhiza foetidissima) هو نوع من النباتات يتبع جنس العرقسوس من الفصيلة البقولية.